# Synagoga w Chyšach
Synagoga w Chyšach (cz. Synagoga v Chyšach) – synagoga znajdująca się w Chyšach w Czechach.
W 1848 roku przebudowano XV-wieczną basztę miejskich murów obronnych na synagogę. Podczas II wojny światowej została zdewastowana. Budowla z powodu złego stanu technicznego została zburzona w 1975 roku. Do dziś zachowały się fundamenty budynku.